# Skyr

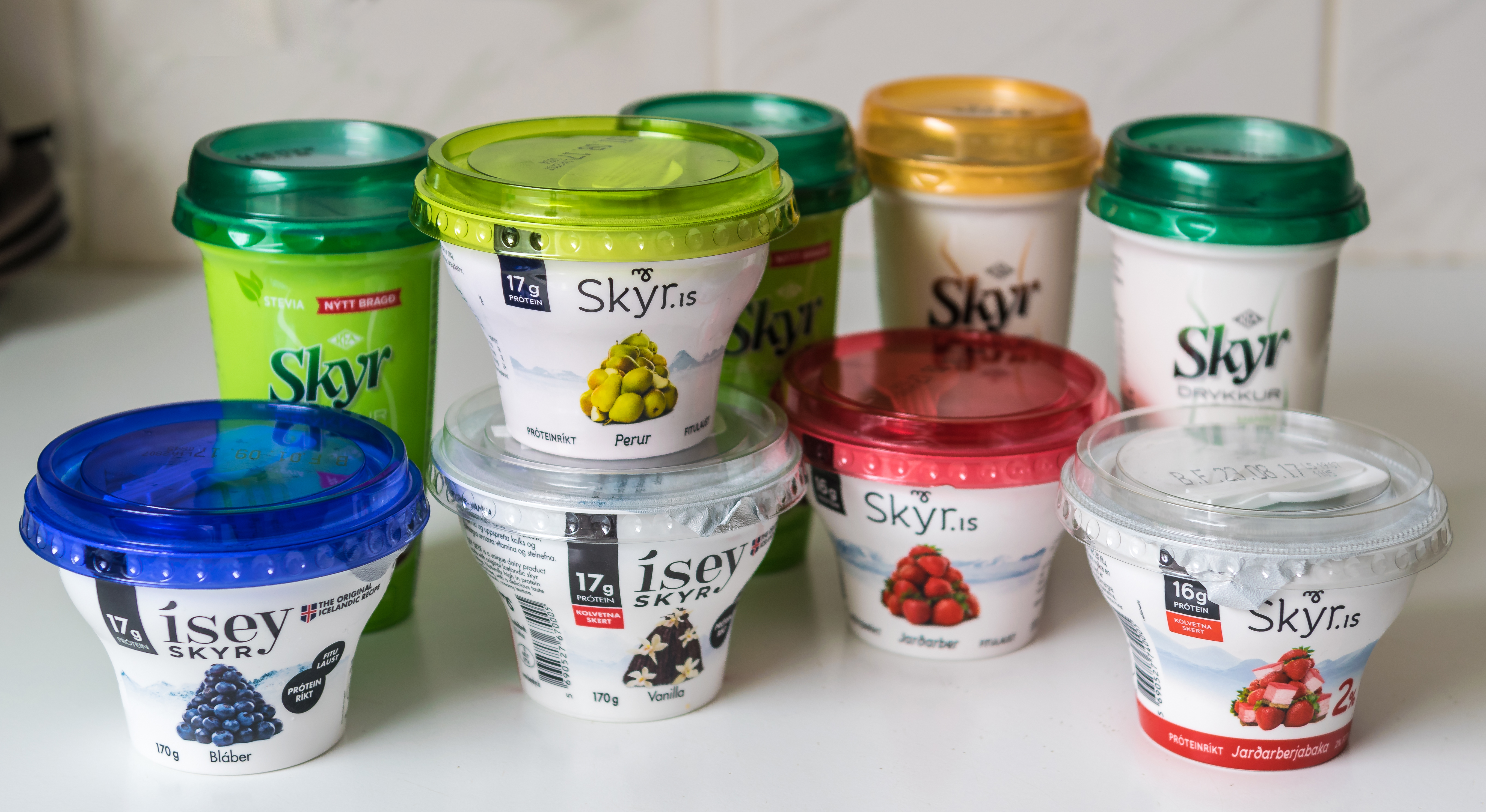
Skyr pro pití a jídlo

Skyr je tradiční islandský mléčný výrobek podobný tvarohu, který se však konzumuje jako jogurt. Skyr obsahuje v průměru 12 % proteinů, 3 % sacharidů, 0,5 % tuku a velké množství vápníku. Jeho konzistence se blíží jogurtu řeckého typu, avšak s méně výraznou, jemnější chutí. Skyr je součástí islandské kuchyně více než 1000 let.

## Historie
Skyr se na Island dostal z Norska více než před 1100 lety. Kulinářská historička Hallgerður Gísladóttir uvádí, že zatímco ze skandinávské kuchyně poté prakticky vymizel, na Islandu se skyr stal běžnou součástí jídelníčku. Zmínky o skyru jsou uvedeny v řadě historických islandských eposů, např. Sága o Egilovi nebo Sága o Grettim. Není zcela jasné, zda se tehdejší skyr lišil od dnešní receptury, neboť takto podrobné popisy nejsou k dispozici.
Tradičně je skyr vyráběn ze syrového mléka, současný skyr se vyrábí z pasterovaného odstředěného kravského mléka. Výsledný produkt má lehce nakyslou příchuť, současní výrobci produkují varianty skyru např. s příchutí vanilky, lesních plodů, jahod atd., podobně jako u jogurtu.

## Dostupnost
Skyr je oblíbený na Islandu a ve Skandinávii, k dispozici je také v některých oblastech Velké Británie, v Irsku, Německu, Švýcarsku, Litvě, Lotyšsku. Od roku 2007 se vyrábí v Dánsku, od roku 2015 v Kanadě a v USA. Na český trh uvedla skyr v dubnu 2016 Bohušovická mlékárna pod značkou Skyr Kapucín. Následně jej začaly nabízet i Polabské mlékárny (Milko) pod značkou Můj Skyr.

## Složení

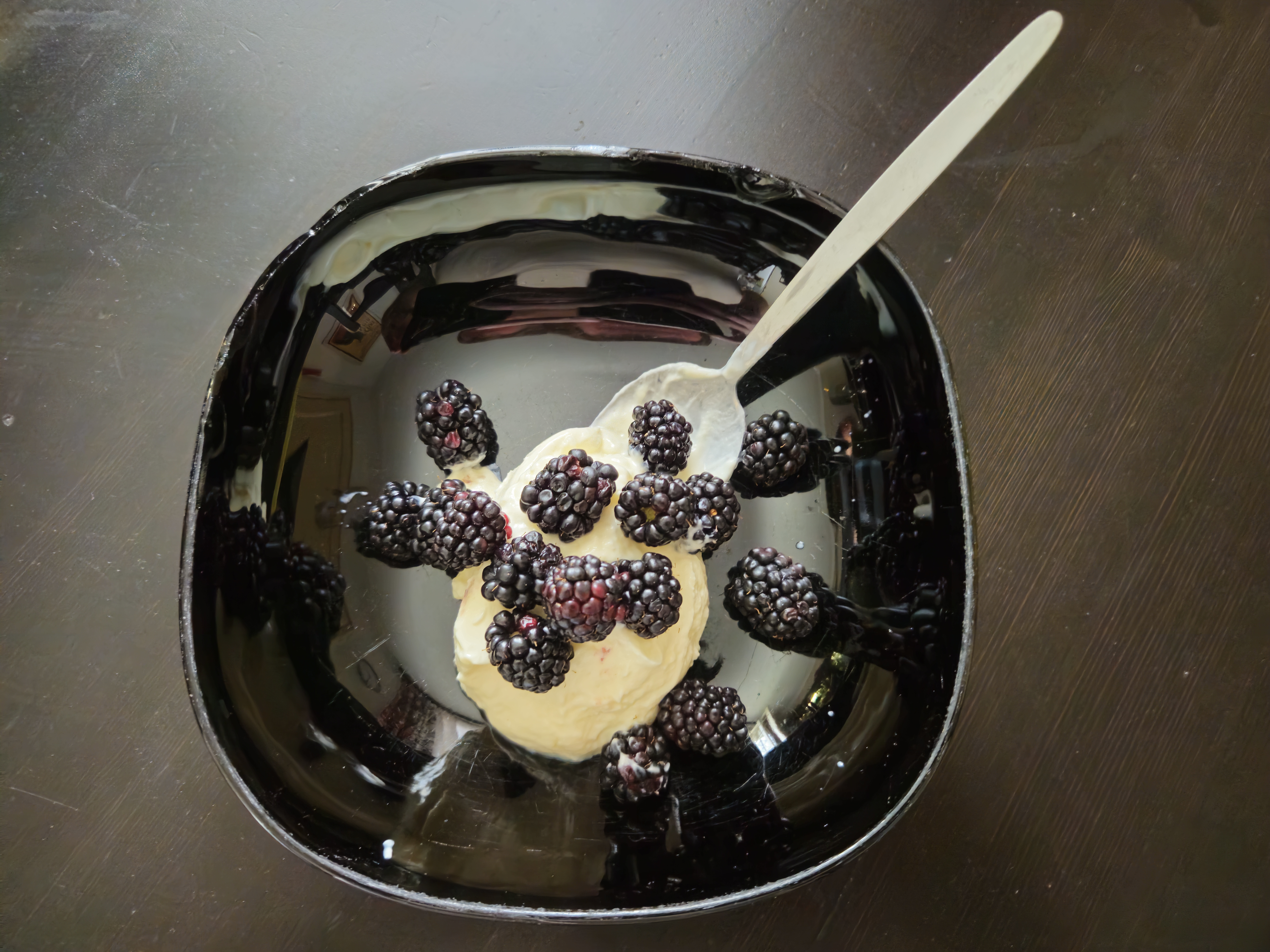
Skyr s vanilkovou příchutí a s ostružinami

Skyr se vyznačuje vysokým obsahem proteinů a minimálním obsahem tuku, procentuální poměry jsou u variant od různých výrobců lehce odlišné. Neochucený skyr obsahuje v průměru 12 % proteinů (bílkovin), 3 % sacharidů, a pouze 0,1 – 1 % tuku. Skyr je také bohatý na vápník a vitaminy.

## Využití
Skyr je konzumován bez dalších ingrediencí jako praktická snídaně či svačina, na Islandu je oblíbeným jídlem skyr spolu s ovesnou kaší v poměru 1:1. Skyr lze dle osobních preferencí mísit s marmeládou, ovocem, medem nebo cereáliemi. V současné kuchyni se skyr objevuje jako základ mixovaných ovocných drinků (smoothies), využíván je i jako poleva na palačinky a k dochucení dezertů.